# 101-ша моторизована дивізія «Трієст»
101-ша моторизована дивізія «Трієст» (італ. 101ª Divisione motorizzata "Trieste") — військове з'єднання, моторизована дивізія Королівської італійської армії, що брала участь у бойових діях Другої світової війни. Дивізія була утворена у 1939 році та названа на честь міста Трієст. Штаб з'єднання та його піхотний і артилерійський полки базувалися в П'яченці, тоді як 9-й полк «Берсальєрі» базувався до 1940 року в Тревізо, а потім передислокувався до Кремони, щоб бути ближче до дивізії. У вересні 1941 року дивізію «Трієст» перекинули до Лівії для участі в кампанії в Західній пустелі. Дивізія була знищена під час Другої битви за Ель-Аламейн, але була відновлена з уцілілих підрозділів дивізії та поповнення. Потім вона брала участь у Туніській кампанії, доки сили Осі в Тунісі не капітулювали союзним силам 13 травня 1943 року.

## Історія з'єднання
101-ша моторизована дивізія «Трієст» почала переформування 2 січня 1939 року шляхом перейменування та доукомплектування 8-ї моторизованої дивізії «По», 4 квітня того ж року з'єднання змінило номер на 101-шу. Того ж дня 66-й мотопіхотний полк «Вальтелліна», що увійшов до складу дивізії, також змінив назву на 66-й піхотний полк «Трієст».
На початок Другої світової війни дивізія перебувала на території метрополії Італії.
10 червня 1940 року Італія вступила в Другу світову війну і почала вторгнення до Франції. «Трієст» і 133-тя бронетанкова дивізія «Літторіо» були направлені до Валле-д'Аоста для здійснення запланованого прориву на перевалі Літтл-Сен-Бернар, який мали здійснити 1-ша альпійська дивізія «Тауріненсе» на лівому фланзі та 2-га альпійська дивізія «Трідентина» на правому фланзі, причому війська дивізії «Трієст» мали опанувати перевал власноруч. Після того, як перші атаки зазнали невдачі, 24 червня 1940 року танковий батальйон 33-го танково-піхотного полку «Літторіо» було відправлено вперед, але італійські танкетки загрузли на нерівній та засніженій місцевості. Потім французькі протитанкові артилеристи знищили кілька італійських танкеток, і батальйон відступив. Того ж дня набуло чинності франко-італійське перемир'я і війна на цьому закінчилася.
Після припинення воєнних дій з Францією в листопаді 1940 року її перекинули до Апулії для організації берегової оборони в районі Лечче, за винятком командування дивізії, 21-го артилерійського полку та частин забезпечення і підтримки, які були передані на греко-албанський фронт.
У вересні 1941 року дивізія висадилася в Лівії для участі в боях у Західній пустелі. Дивізія «Трієст» була негайно задіяна в облозі Тобрука, прикриваючи правий фланг сил, що оточили місто. Потім її частини перекинули до Бір-Хакейму, щоб блокувати британські атаки з південно-східного напрямку в пустелі.
18 листопада 1941 року 8-ма британська армія розпочала операцію «Крусейдер», щоб зняти облогу Тобрука. До 23 листопада «Трієст» разом з 55-ю піхотною дивізією «Савона» і 132-ю бронетанковою дивізією «Арієте» підбили близько 200 британських танків, а таку ж кількість машин було виведено з ладу або знищено. 24 листопада генерал Ервін Роммель наказав Африканському корпусу та «Арієте» просуватися на схід, щоб зняти облогу Бардії та прикордонних гарнізонів. Того ж дня 101-ша моторизована дивізія була відправлена далі на південь, щоб прикрити правий фланг ударного угруповання Роммеля. 6 грудня сили Осі отримали наказ відступати на захід, і «Трієст» сформував ар'єргард і вів бої прикриття при Бір-Беллафаа, Сіді-Брегіш, Алем Хамза та Сулук.
Після реорганізації в Ель-Агейлі німецько-італійська танкова група «Африка» здійснила контратаку 21 січня 1942 року та відкинула британські сили назад до Айн-ель-Газали. 26 травня 1942 року сили Осі вимушено почали битву при Газалі. План полягав у тому, щоб німецькі дивізії обійшли британських захисників з флангу, пройшовши через пустелю південніше Бір-Хакейма, при цьому дві дивізії XX італійського армійського корпусу прикривали лівий фланг німців: «Арієте» атакувала Бір-Хакейм, а дивізія «Трієст» повинна була пробити зону прориву у мінному полі на північ від Бір-Хакейма, щоб створити шлях постачання для німецьких дивізій під час їхнього руху до узбережжя. 29 травня «Трієст» прорвала британську лінію оборони та досягла Гот-ель-Уалеба, а південніше військ дивізії розгорнулася битва за Бір-Хакейм. 8-11 червня підрозділи «Трієста» брали участь у штурмі Бір-Хакейма, який французькі захисники покинули 11 червня. 12 червня «Трієст» брали участь у знищенні британських 2-ї та 4-ї бронетанкових бригад південніше позиції Найтсбрідж. З 19 червня «Трієст» взяла активну участь у наступальній операції Осі з метою захоплення Тобрука, який вдалося опанувати 21 червня. Потім «Трієст» переслідував британські війська, що відступали, і змагався з їхніми ар'єргардами в Сіді-Омарі, Мерса-Матрух, поки не вийшов до Ель-Аламейна в Єгипті.
1 липня 1942 року почалася перша битва за Ель-Аламейн, і в ніч з 21 на 22 липня війська «Трієст» зайняли стійку оборону на хребті Рувейсат. У ході запеклих боїв дивізія втратила двох командирів полків, перш ніж була частково потіснена британськими атаками, але завдяки затримки наступу союзників німецькі панцерні частини змогли розпочати нищівну контратаку.
Під час битви при Алам-ель-Халфі «Трієст» перебувала у центрі наступу Осі, але жорсткий опір британців змусив генерала Ервіна Роммеля припинити бій і відступити на вихідні позиції Осі. 23 жовтня 1942 року британці розпочали Другу битву за Ель-Аламейн, і «Трієст» спочатку перебував у резерві на північ від головної лінії оборони Осі. 26 жовтня «Трієст» вийшов на лінію фронту. 2 листопада британські війська прорвали оборонну лінію «Трієста», і між батальйонами 65-го піхотного полку «Трієст» утворився розрив довжиною 4-5 км. Більшість військ «Трієста» була знищена протягом наступних двох днів. 4 листопада командування дивізії та більша частина 66-го піхотного полку «Трієст» відступили до Фуки і таким чином уникли нищівного знищення військ держав Осі в битві при Ель-Аламейні.
Залишки німецько-італійської танкової армії відступили до Ель-Агейла, де 26 листопада 1942 року два піхотних полки «Трієста» були реорганізовані та доукомплектовані до повного складу шляхом переведення до полків особового складу вцілілих з розгромлених італійських дивізій «Павіа», «Брешіа», «Болонья» і «Тренто».
11-18 грудня 1942 року дивізія «Трієст» брала участь у битві при Ель-Агейлі, після чого сили Осі продовжили відступати до Тунісу, де «Трієст» відповідно взяла участь у Туніській кампанії. У лютому 1943 року два піхотні батальйони 66-го мотопіхотного полку «Трієст» об'єдналися і сформували І батальйон «Трієст», тоді як батальйон «Гранатьєрі ді Сардінья» змінив свою назву на ІІ батальйон. Потім полк отримав ІІІ батальйон «Фольгоре», який був сформований з уцілілих підрозділів 185-ї повітрянодесантної дивізії «Фольгоре». Дивізія брала участь у битвах при Меденіні, на лінії Марет і при Ваді-Акаріт, перш ніж відступити до лінії Енфідавіль. Там 13 травня 1943 року дивізія капітулювала союзникам.